# Портрет Карла Богдановича Кнорринга
«Портрет Карла Богдановича Кнорринга» — картина Джорджа Доу и его мастерской, из Военной галереи Зимнего дворца.
Картина представляет собой погрудный портрет генерал-майора Карла Богдановича Кнорринга из состава Военной галереи Зимнего дворца.
К началу Отечественной войны 1812 года полковник Кнорринг был шефом Татарского уланского полка и сражался в Великом герцогстве Варшавском и западных губерниях России, за отличие в сражении при Городечно был произведён в генерал-майоры. После освобождения от французов Минска и захвата там больших запасов продовольствия был назначен временным комендантом города и занимался продовольственным обеспечением армии. Во время Заграничных походов 1813 и 1814 годов сражался в Саксонии и Силезии, отличился под Калишем и в Кульмском бою.
Изображён в генеральском мундире, введённом для кавалерийских генералов 6 апреля 1814 года. Слева на груди звезда ордена Св. Анны 1-й степени; на шее кресты орденов Св. Георгия 3-го класса, Св. Владимира 3-й степени и прусского Пур ле мерит; по борту мундира крест прусского ордена Красного орла 2-й степени; справа на груди крест австрийского Военного ордена Марии Терезии 3-й степени, серебряная медаль «В память Отечественной войны 1812 года» на Андреевской ленте и шитая звезда ордена Св. Иоанна Иерусалимского. С тыльной стороны картины надпись: Knorring 3. Подпись на раме: К. Б. Кноррингъ 2й, Генералъ Маiоръ.
7 августа 1820 года Комитетом Главного штаба по аттестации Кнорринг был включён в список «генералов, заслуживающих быть написанными в галерею» и 10 июля 1821 года император Александр I приказал написать его портрет. Гонорар Доу был выплачен 1 июля 1822 года. Готовый портрет поступил в Эрмитаж 7 сентября 1825 года. Поскольку Кнорринг скончался в марте 1817 года, то художник, вероятно, в работе воспользовался портретом-прототипом, доставленным ему от родственников генерала. Современное местонахождение прототипа не известно.
Известен конный портрет Кнорринга работы К. Г. Швейкарта (холст, масло, 61 × 48 см). Этот портрет написан в Лемберге в 1809 году во время нахождения в Галиции русского оккупационного корпуса, Кнорринг на нём изображен в форме Татарского уланского полка. Портрет хранится в Музее коневодства при Московской сельскохозяйственной академии имени К. А. Тимирязева (инвентарный № А-451)  и ничего общего, кроме портретного сходства, с работой Доу не имеет.